# Scarborough Fair (sång)
Scarborough Fair är en traditionell ballad som sjungits allt sedan slutet av medeltiden och som har anknytning till marknaden med samma namn. Sången har spelats in av bland andra Simon & Garfunkel, Nana Mouskouri, och Sarah Brightman.
Sången är troligtvis från 1500- eller 1600-talet och har möjligen sitt ursprung i den ännu äldre balladen "The Elfin Knight". Balladen bars från stad till stad av trubadurer, eller barder som dessa kallats tidigare i historien, och plockades upp av likar de mötte som modifierade och skrev om för att den skulle passa deras smak. Därför finns det dussintals verser till sången men endast en handfull av dessa är vanligtvis de som sjungs.
Sången handlar om/sjungs av en ung man som övergivits av sin älskade och som lite skämtsamt ber sina lyssnare att fråga henne om hon kan utföra en serie omöjliga uppgifter, som att sticka honom en skjorta utan sömmar och sedan tvätta den i en uttorkad damm – med tillägget att om hon lyckas så skall han ta henne tillbaka. Sången sjungs ofta i en duett med en kvinna som ger honom en serie lika omöjliga uppgifter att lösa i gengäld och lovar att om han lyckas med detta så skall han då få sin skjorta utan sömmar.
"She" i den sista raden byts mot "he" om balladen sjungs av en kvinna. Refrängen: "parsley, sage, rosemary and thyme", (persilja, salvia, rosmarin och timjan) kan låta som rent nonsens för den moderne lyssnaren, men är full av symbolik. Persilja anses vara bra för matsmältningen och sades ta bort bitterhet och de medeltida läkarna tolkade detta både bildligt och bokstavligen. Salvia har varit en känd symbol för styrka i tusentals år. Rosmarin representera trohet, kärlek, och hågkomst och en sed där bruden bär kvistar av rosmarin i sitt hår praktiseras än idag i England och andra europeiska länder. Timjan symboliserar mod och kurage och på den tiden balladen skrevs så var det vanligt att riddare hade en bild av timjan på sina sköldar när de drog ut i strid.
Den som sjunger sången uttrycker, genom att nämna dessa fyra örter, en önskan om att hans/hennes älskade skall mildra den bitterhet som finns mellan dem, ha styrka att stå stadigt på jorden under den tid de inte är tillsammans, trohet att vara med honom/henne under tiden av ensamhet och, paradoxalt, att ha kurage att genomföra motpartens krav på omöjliga uppgifter, eller åtminstone försöka, och ta honom/henne tillbaka när denne så kan.

## Musikexempel

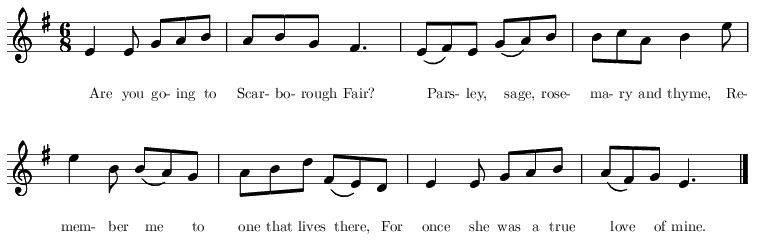
En variant av melodin till den första versen i balladen Scarborough Fair.

En annan variant av melodin till den första versen i balladen Scarborough Fair. Denna version är den som används i ljudexemplet nedan.

### Fotnoter
1. ↑  ”Scarborough Fair” (på engelska). BBC. 10 mars 2003. http://www.bbc.co.uk/radio2/soldonsong/songlibrary/indepth/scarborough.shtml. Läst 14 november 2015.